# Лянцзыху
Лянцзыху́ (кит. упр. 梁子湖, пиньинь Liángzǐhú) — район городского подчинения городского округа Эчжоу провинции Хубэй (КНР).

## История
Исторически эти места входили в состав уезда Эчэн (鄂城县).
19 августа 1983 года постановлением Госсовета КНР были расформированы уезд Эчэн, город Эчэн и посёлок Хуанчжоу (黄州镇) уезда Хуанган (黄冈县), а на их месте образован городской округ Эчжоу, подчинённый напрямую властям провинции Хубэй. Городской округ делился на районы городского подчинения Эчэн (鄂城区) и Хуанчжоу (黄州区), и районы 2-го ранга (派出区) Хуажун (华容), Чанган (长港), Чэнчао (程潮) и Лянцзыху (梁子湖).
В феврале 1987 года был расформирован район Хуанчжоу, а на его месте был вновь образован посёлок Хуанчжоу, возвращённый в состав уезда Хуанган.
В августе того же года были расформированы четыре района 2-го ранга, а на их месте образованы районы городского подчинения Хуажун и Лянцзыху.

## Административное деление
Район делится на 5 посёлков.